# Knut Lindmark

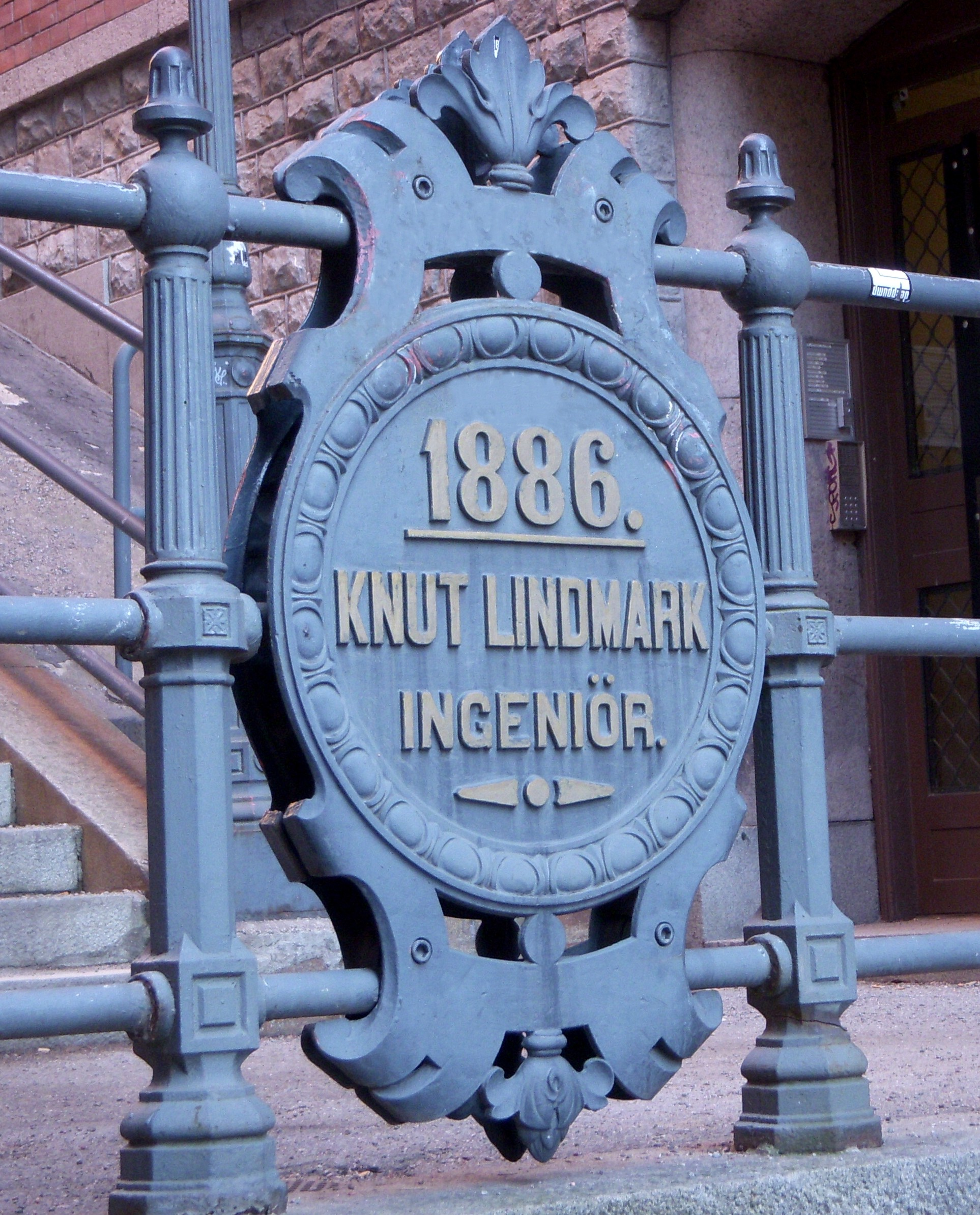
Gjutjärnsskylt vid Brunkebergstunneln.

Knut Seve Lindmark, född 28 december 1838, död 17 augusti 1892 (genom självmord), var en svensk ingenjör.
Lindmark blev student vid Uppsala universitet 1856, avlade 1861 avgångsexamen vid Krigshögskolan på Marieberg samt befordrades i Väg- och vattenbyggnadskåren 1863 till löjtnant och 1874 till kapten, men tog samma år avsked. Åren 1867–1876 var han vice direktör eller direktör för Argentinska republikens ingenjörkår.
Lindmark är mest känd för sina skapelser Katarinahissen (färdig 1883) och Brunkebergstunneln (färdig 1886) i Stockholm. 
Han var bror till kommendör Carl Gustaf Lindmark, dotterson till Anders Norberg och farbror till Tore Lindmark.